# فرودگاه بین‌المللی چانگشا هوانگهوا
فرودگاه بین‌المللی چانگشا هوانگهوا (به انگلیسی: Changsha Huanghua International Airport) یک فرودگاه همگانی مسافربری با کد یاتا CSX است که یک باند فرود بتن دارد و طول باند آن ۳۲۰۰ متر است. این فرودگاه در کشور چین قرار دارد و در ارتفاع ۶۶ متری از سطح دریا واقع شده‌است.